# Orsk (Rosja)
Orsk (ros. Орск) – miasto w południowo-zachodniej Rosji, w obwodzie orenburskim, w południowej części Uralu, nad rzeką Ural. Miasto położone na granicy dwóch kontynentów: Europy oraz Azji.
W twierdzy przebywali zesłani filomaci i Jan Witkiewicz. Urodził się tutaj Władimir Makanin.
W mieście rozwinął się przemysł maszynowy, materiałów budowlanych oraz spożywczy.

## Sport
- Jużnyj Urał Orsk – klub hokejowy